# Trechispora sphaerocystis
Trechispora sphaerocystis är en svampart som beskrevs av Burds. & Gilb. 1982. Trechispora sphaerocystis ingår i släktet Trechispora och familjen Hydnodontaceae.   Inga underarter finns listade i Catalogue of Life.